# صامويل ايمانويل سوكا
صامويل إيمانويل سوكا (Samuel Emmanuel Suka) (من مواليد 10 سبتمبر 1983) هو لاعب كرة قدم متقاعد من بنين لعب في ليبرتي بروفيشنالز ‏ في آخر مبارياته.

## المنتخب الوطني
كان جزءًا من فريق بنين في كأس الأمم الأفريقية 2004، الذي احتل المركز الأخير في مجموعته في الدور الأول من المسابقة، وبالتالي فشل في تأمين التأهل إلى ربع النهائي.

## وصلات خارجية
- صامويل ايمانويل سوكا على موقع قاعدة بيانات كرة القدم.إي يو (الإنجليزية)
- صامويل ايمانويل سوكا على موقع ناشيونال فوتبول تيمز (الإنجليزية)